# フルーツサラダ

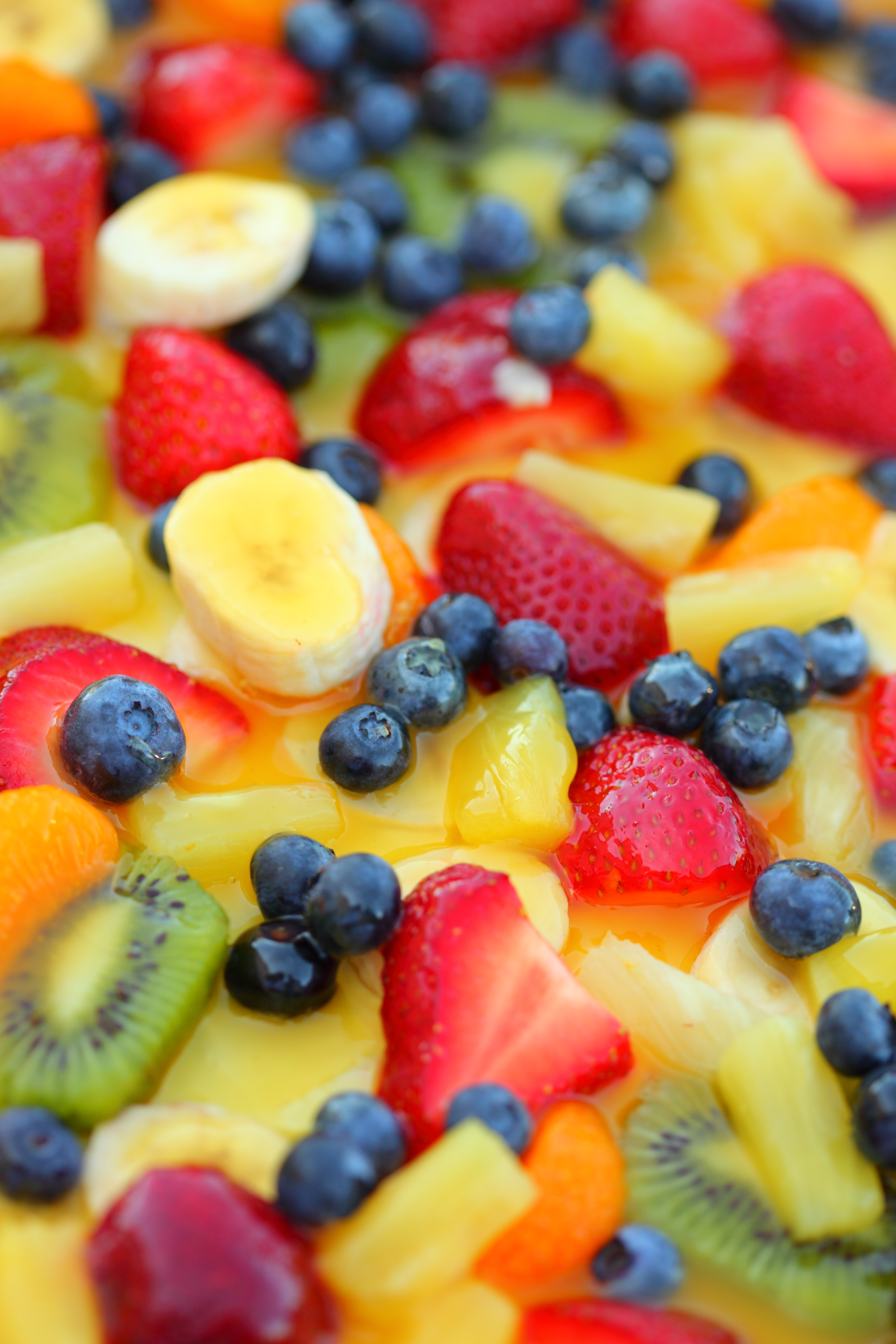
キウイフルーツ、イチゴ、ブルーベリー、パイナップル、バナナ、オレンジをつかったフルーツサラダ

フルーツサラダ (Fruit salad) は、果汁やシロップに様々な種類の果物を入れた料理。マチェドニア(Macedonia)という別称もある。異なった形のフルーツサラダは、アペタイザーやサイドサラダ、デザートとして供されるものである。これらアペタイザーまたはデザートとして出される際に、フルーツサラダはフルーツカクテル(Fruit cocktail)という名でも知られている。
アメリカ合衆国における公立の学校では、デザートとして小さなカップに入れられたフルーツサラダが、一般的に出されることがある。多くの場合、このカップでの形態はデザートとして注文された時のみの形である。
しかし、通常とは異なった種類の果物や、使用する果物からとった汁やシロップとは違う種類のソースを用いる、フルーツサラダの一般家庭での調理法も数多くある。一例として、マヨネーズをベースとしたソースを用いて作るウォルドーフサラダ形式のフルーツサラダがある。また、他にもアンブロシアのようにサワークリームを使用したもの、ヨーグルトや主なソースの材料としてマスタードとあえる等のレシピがある。常に一般的なレシピには、ホイップクリームを多種の果物（通常はベリー類の果物）と合わせて作るものや、よく小サイズのマシュマロを入れて作るものもある。また、マレーシアのフルーツサラダであるロジャク (Rojak) には、ピーナッツやペースト状のエビを用いて作る香辛料の入ったソースが使用されている。
その他、オーストラリアのバンド「ザ・ウィグルス」の楽曲名や、子供番組の「ザ・ワンダー・ペッツ」など、大衆文化の中でも「フルーツサラダ」の名称は使われている。
なお、米語では、全部小文字で綴られる“fruit sarad”と言えば、軍服左胸にずらりと略綬で並べられることを揶揄して、勲章の俗語である。